# Acestrorhynchus pantaneiro
Acestrorhynchus pantaneiro és una espècie de peix de la família dels acestrorrínquids i de l'ordre dels caraciformes.

## Morfologia
- Els mascles poden assolir 35,2 cm de longitud total i 396 g de pes.[1][2]

## Alimentació
Menja peixos.

## Hàbitat
És un peix d'aigua dolça i de clima tropical.

## Distribució geogràfica
Es troba a Amèrica: conques dels rius Paraguai, Paranà, Uruguai, Riu de La Plata i Mamoré.